# Тинамові
Тинамо́ві (Tinamidae) — єдина родина ряду тинамуподібних (Tinamiformes), безкілевих птахів, що мешкають у Південній і Центральній Америці. Попри їхню схожість із куроподібними, найближчими родичами схованохвостих є страусоподібні. Схожість із деякими птахами Старого світу зумовлена конвергентною еволюцією.
Уперше побачивши представників родини схованохвостих, іспанці назвали їх куріпками. Пізніше, коли було встановлено їхнє справжнє походження, більшу частину видів схованохвостих стали називати тинаму (слово взяте з карибських мов).
Розмір схованохвостих залежить від виду й становить від 14 до 49 см, вага коливається в межах 43 г і 1,8 кг. Будова тіла дуже компактна, з тонкою шиєю, дещо витягнутою головою й порівняно коротким зігнутим униз дзьобом. У деяких видів на голові є невеликий чуб. Хвіст короткий і захований під оперенням тулуба. Забарвлення оперення коричнево-сіре з малопомітними смужками та плямами. У деяких видів спостерігається незначний статевий диморфізм, що полягає в чіткішому малюнку й світлішому відтінку оперення самиць.
Сильні ноги схованохвостих середньої довжини, із трьома пальцями, спрямованими вперед, і одним назад. З їхньою допомогою схованохвости мають змогу досить швидко бігати. Майже все своє життя вони мешкають на землі. Попри вміння літати, схованохвости користуються крилами менше, ніж решта літаючих птахів. У цього порівняно важкого птаха крила досить короткі. Політ у схованохвостих незграбний, із швидкими помахами крил. Їхній хвіст не здатний служити кермом через свої невеликі розміри, і схованохвости не завжди здатні своєчасно реагувати на перешкоди перешкод. Нерідко трапляється, що поспішна спроба злетіти (наприклад, у разі тривоги) закінчується зіткненням із найближчим деревом, що може призвести й до смерті тварини. Польоти здійснюють тільки на короткі дистанції (не більше 500 метрів). У схованохвостих міцна мускулатура, але їх серце у співвідношенні з розміром тіла є найменшим серед усіх птахів. Ці фізіологічні особливості призводять до того, що схованохвости швидко втомлюються й не витримують довгих польотів або довгого бігу.
Схованохвости належать до небагатьох родин птахів, що мають пеніс, який висувається під час ерекції.

## Голос

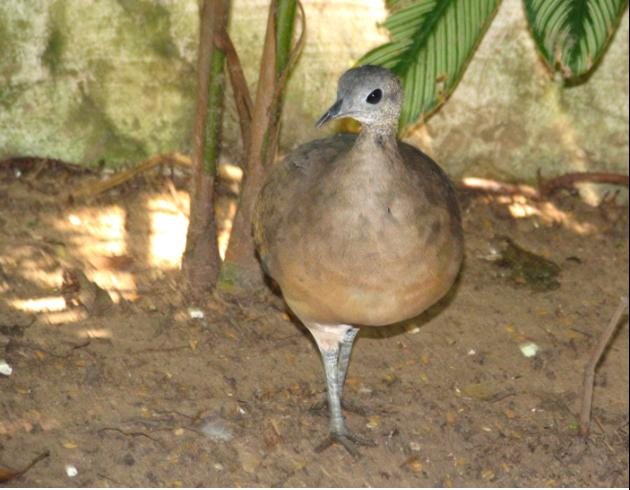
Tinamus guttatus

Більшість схованохвостих видають дуже однотонні звуки, які, однак, далеко чутні й милозвучні. Види, що мешкають у лісах, мають, як правило, нижчі голоси, ніж мешканці степів. Деякі види схованохвостих виглядають настільки схожими, що видавані ними звуки є головною ознакою їхнього розрізнення на практиці. Переляканий тинаму видає особливий пронизливий крик, що відрізняється набагато меншою милозвучністю.

## Поширення
Схованохвости мешкають у Південній і Центральній Америці. Більшість видів живе у тропічних низинах Південної Америки на схід від Анд, на півдні їхній ареал досягає Парагваю. Деякі види зустрічаються навіть у центральній і південній Аргентині (Патагонії) та в Чилі. Найбільш північні види живуть у центральній і північно-східній Мексиці. Багато видів живуть у густих тропічних лісах і саванах. Вони зустрічаються як у низинах, так і в гірських регіонах, наприклад, патагонський тинаму мешкає на висоті до 4000 метрів. Чилійський тинаму любить гніздитися на пшеничних полях.
Один вид вдалося поселити на острові Пасхи. Спроби поселити схованохвостих в Європі і Північній Америці як мисливської дичини, що мали місце на початку 20 століття, закінчилися невдало: першої ж зими всі завезені птахи померли.

## Спосіб життя

### Активність

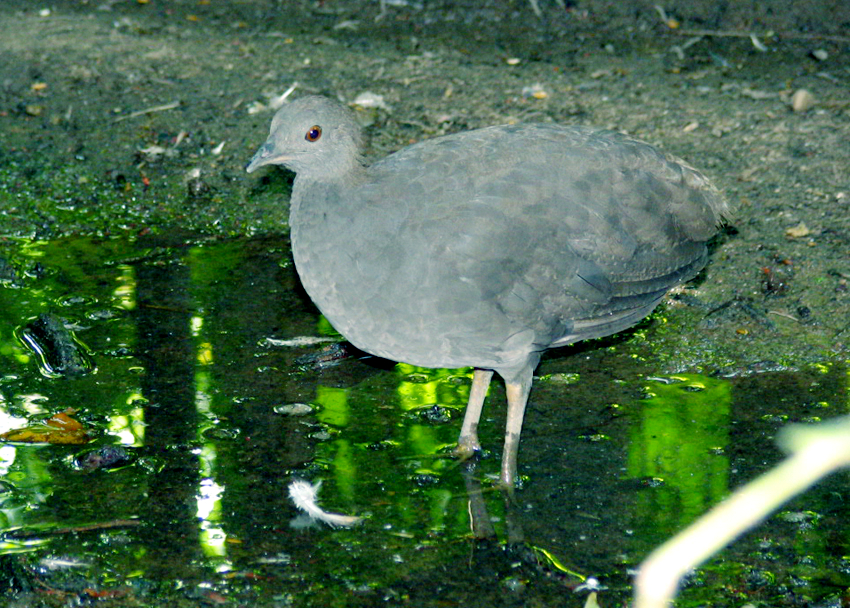
Crypturellus cinereus

Хоча окремі види схованохвостих дуже численні, в цілому представники родини зустрічаються не часто. Вони полохливі і воліють ховатися в хащах. При наближенні людини або іншого потенційного ворога вони непорушно застигають і лише, якщо ситуація стає дуже загрозливою, починають рятуватися втечею та різко злітають. Під час зльоту крила створюють майже сполохопідобний звук, а птах видає гучний крик. Цими звуками схованохвости прагнуть викликати переляк у потенційного ворога і запобігти переслідуванню.
Схованохвости живуть поодинці або у групах, залежно від виду. Як правило, перше зустрічається у мешканців лісових ареалів, друге — у мешканців саван. У групах не існує високорозвиненої соціальної організації і між їхніми членами майже немає якої-небудь взаємодії. Всі схованохвости активні вдень, уночі вони сплять під кущами, а також іноді на низьких гілках.

### Живлення
Схованохвости є всеїдними птахами. Вони харчуються рослинною їжею будь-якого вигляду, зокрема фруктами, насінням, пагонами, листям, бруньками, пелюстками, корінням і бульбами. До їхнього раціону входять також невеликі безхребетні тварини, такі як мурашки, терміти, жуки, сарана, личинки комах, равлики та дощові черв'яки. Найбільші за розміром види схованохвостих живляться частково також невеликими хребетними: ящірками, жабами і мишами. Однак рослинна їжа переважає майже у всіх схованохвостих.
Хоч всі тинамові є всеїдними, серед них спостерігаються відмінності в їжі, якій надається перевага. У мешканців лісових регіонів більшу частину їжі становлять фрукти. Гірські, безхвості і чубаті тинаму надають перевагу насінню й підземним органам рослин, тоді як патагонські тинаму їдять переважно зелені частини.

### Розмноження

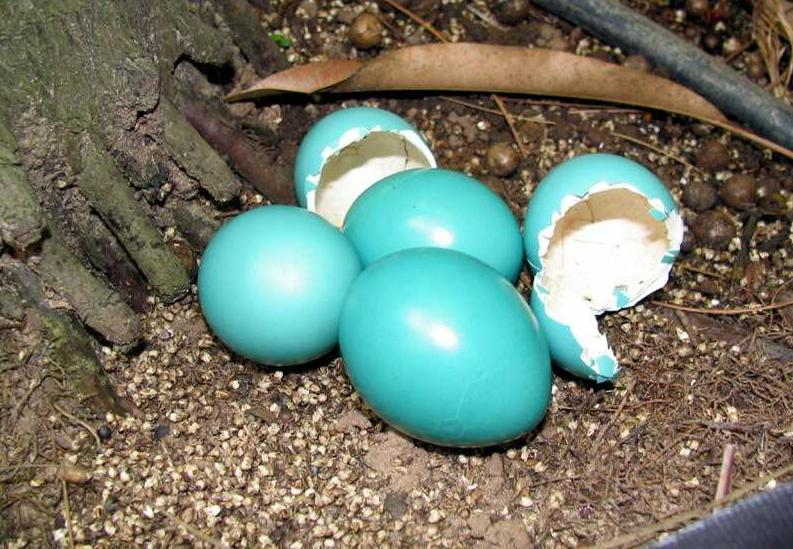
Яйця Tinamus guttatus

У розмноженні схованохвости дуже схожі зі спорідненими їм нанду. Серед окремих видів тинаму існує безліч детальних відмінностей у репродуктивній поведінці, тож описані нижче норми стосуються більшості, але не всіх видів схованохвостих.
Самці схованохвостих поділяють територію на свої ареали, в яких заявляють про себе гучними криками. У разі вторгнення іншого самця, справа доходить до поєдинку, в якому застосовують і крила, і ноги. Криками в ареал закликають і самиць. Самці полігамні й злучаються з усіма самицями у своєму ареалі.
Гнізда будують здебільшого на землі. Проте лише небагато видів вдаються до будівництва справжнього кубла, частіше яйця відкладають прямо на землю. Гнізда мають округлу форму й будуються з трави і землі. Яйця завжди відкладають в укритті куща або пучка трави, щоб вони не були помітні здалеку. Забарвлення яєць вельми строкате, а їхня шкаралупа виблискує, як порцеляна. Трапляються різні кольори: зелені, сині, блакитні, пурпурові, фіолетові, сірі, коричневі й жовті яйця. Яйця в основному одноколірні, однак виняток становлять трипалі тинаму, яйця яких мають невеликі плями. Сенс яскравого забарвлення остаточно не з'ясовано, адже воно швидше привертає хижаків, ніж сприяє маскуванню яєць. До кінця періоду висиджування яйця, проте, стають більш матовими.
Після відкладення яєць самиці залишають ареал самця і намагаються знайти наступного статевозрілого партнера, щоб з ним злучитися. Всі самиці відкладають яйця в одне і те ж гніздо, в якому в кінці можуть опинитися до шістнадцяти яєць. Період висиджування яєць досить короткий, він триває від шістнадцяти до двадцяти днів. Висиджує самець, який поводиться в цей час украй тихо. Якщо йому потрібно залишити кубло для пошуку їжі, він на якийсь час прикриває яйця листям. Поки самець сидить на яйцях, він абсолютно не рухається й залишається без руху навіть в тому випадку, якщо до нього доторкнутися. В окремих випадках він, однак, може прикинутися пораненим, щоб відвернути увагу від гнізда.
На пташенятах, що вилупилися з яйця, видно світлий пух із темними плямами. Вже через декілька годин вони у змозі самостійно бігати. Їхній раціон у перші тижні життя становлять переважно комахи. Часто виводку допомагає батько, полюючи на комах і приносячи їх до потомства. Проти численних природних ворогів пташенята схованохвостих беззахисні. Хоч вони й уміють ховатися в оперенні батька в разі наближення небезпеки, однак їхня смертність у перші тижні надзвичайно висока. Щоб подолати цей критичний час щонайшвидше, схованохвости ростуть дуже швидко — за всього лише двадцять днів вони досягають повного зростання. Безхвості тинаму (Nothura) стають статевозрілими лише через 57 днів. Проте перше спаровування відбувається не раніше, ніж через рік після народження. Після двадцяти днів молодняк стає достатньо самостійним, щоб залишити батька. Якщо шлюбний період іще не завершився, самець починає криками привертати нових самок і може висидіти нову партію потомства.

## Люди й схованохвости
Спроби упровадити схованохвостих в європейські й північноамериканські ліси не увінчалися успіхом, оскільки ці птахи не можуть пристосуватися до холоднішого клімату. Ще жодного разу не вдавалося й одомашнення якого-небудь виду схованохвостих, попри те що їх легко тримати в неволі. Деякі види завдають шкоди сільському господарству, оскільки люблять проникають на зернові поля та поїдати зернові культури. Утім, вони поїдають і комах-шкідників.
Хоча деякі види належать до найпоширеніших у Південній Америці, більшість схованохвостих живе приховано у тропічних лісах Амазонії. Через вирубування південноамериканських лісів усе більше видів спіткає загроза для існування. До того ж, місцеві мешканці люблять полювати на них заради смачного м'яса. Така традиція є в багатьох індіанців, які вміють відтворювати звуки схованохвостих, щоб привернути їх ближче. На міських ринках у великій кількості продають забитих схованохвостів.

## Еволюційна історія

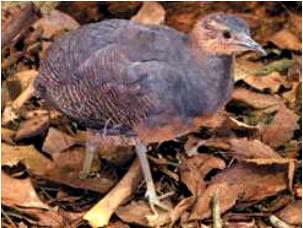
Crypturellus noctivagus

Схованохвости мають гондванське походження і є віддаленими родичами страусоподібних [джерело?]. Їхню спорідненість виявляють передовсім за морфологічними та генетичними ознаками. Викопних решток, що давали б змогу безпосередньо простежити загальних предків, поки що не знайдено. Найбільш стародавні викопні, які без сумніву належать до схованохвостим, походять із міоцену й належать до живого роду Eudromia. У наступну епоху, пліоцен, доведено існування роду Nothura, а також нині вимерлого роду Querandiornis.

## Класифікація
Морфологічні й молекулярно-генетичні аналізи не залишають більше сумнівів про близьку спорідненість схованохвостих із страусоподібними. Раніше через зовнішню схожість із цесарковими їх зараховували до ряду куроподібих. Сьогодні схованохвостих розглядають як самостійний ряд Tinamiformes з єдиною родиною Tinamidae. Проте існують і дещо застарілі тенденції зарахувати їх до страусоподібних, оскільки деякі фахівці вважають, що схованохвости є братньою родиною нанду. Щоб страусоподібні не були парафілетичною групою, прихильники цього погляду вимагають включення схованохвостих до ряду страусоподібних. 2002 року Дейвіс запропонував розділити страусоподібних на два підряди — Tinami і Struthioni. До перших, на його думку, слід зараховувати схованохвостів і нанду, до других — решту представників ряду страусоподібних[джерело?].
Родину схованохвостих, як правило, поділяють на дві підродини за ознакою їхнього місця мешкання. Розрізняють лісових схованохвостів (Tinaminae) й степових схованохвостів (Rhynchotinae, іноді також Nothurinae). Перші мешкають здебільшого у тропічних лісах, другі — на відкритій місцевості. Головною відмінністю між обома підродинами є розташування ніздрів, які у степових схованохвостих наявні в основі дзьоба, а у лісових — приблизно на середині дзьоба. Це розділення досить старе, але щоразу знов підтверджується, зокрема — Бертеллі й Поржецанським (2004)[джерело?]. Поняття тинаму і тао не є систематичними таксонами. Тинаму вживають як синонім для схованохвостих, а словом тао називають крупніші види родини.
Сьогодні до схованохвостих відносять 47 видів в 9 родах. Найпроблематичнішим є рід Crypturellus, в який входить 21 вид. Багато видів важко розрізняються між собою, тоді як інші види зустрічаються в дуже багатьох варіантах і підвидах. Імовірно, у найближчому майбутньому буде проведено точніше дослідження всіх видів, після якого чисельність видів у родині схованохвостих буде збільшена або зменшена. Загальновизнаних українських назв для багатьох видів досі не існує.

### Роди
- Підродина Тинамні (Tinaminae)
  - Бурий тинаму (Nothocercus) — 3 види
  - Татаупа (Crypturellus) — 21 вид
  - Тинаму (Tinamus) — 5 видів
- Підродина Інамбні (Rhynchotinae)
  - Трипалий інамбу (Tinamotis) — 2 види
  - Чубатий інамбу (Eudromia) — 2 види
  - Інамбу (Rhynchotus) — 2 види
  - Гірський інамбу (Nothoprocta) — 6 видів
  - Нотура (Nothura) — 5 видів
  - Карликовий інамбу (Taoniscus) — 1 вид

### Філогенія
На основі згаданої наукової роботи Бертеллі й Поржецанського (2004) можна скласти таку кладограму споріднених відносин серед схованохвостими: 
```
Tinamidae
 |-- Tinaminae
 |    |-- 
Nothocercus

 |    `-- N.N.
 |         |-- 
Crypturellus

 |         `-- 
Tinamus

 `-- Rhynchotinae
      |-- N.N.
      |    |-- 
Tinamotis

      |    `-- 
Eudromia

      `-- N.N.
           |-- 
Rhynchotus

           `-- N.N.
                |-- 
Nothoprocta

                `-- N.N.
                     |-- 
Nothura

                     `-- 
Taoniscus
```